# مسجد زرهان
مسجد زرهان مربوط به دوره قاجار است و در تویسرکان، خیابان شریعتی، کوچه یعقوبی، محله زرهان، کوچه مسلم بن عقیل واقع شده و این اثر در تاریخ ۱۸ اسفند ۱۳۸۷ با شمارهٔ ثبت ۲۵۱۲۹ به‌عنوان یکی از آثار ملی ایران به ثبت رسیده است.
این مسجد سایتی دارد که فعالیت های هیئت های آن را به صورت گزارش، عکس و فیلم آؤشیو نمونه با آدرس: www.zerhan.ir